# 福台路街道
福台路街道是中华人民共和国甘肃省定西市安定区下辖的一个街道办事处。

## 行政区划
福台路街道下辖以下村级行政区划单位：
体育公园社区、东河社区、凤台社区、东湖社区、焦家坡社区、五里铺社区。